# 克里斯·哈里森
克里斯·哈里森（Christopher Bryan Harrison，1971年7月26日—）是美國的一位電視節目主持人，他最著名的節目是ABC的真人秀約會節目鑽石求千金。他也是美國版百萬富翁的主持人。

## 外部連結
- ABC Profile
- 克里斯·哈里森在互联网电影资料库（IMDb）上的資料（英文）